# Asnæs Indelukke
Asnæs Indelukke er et sommerhusområde ved Sejerø Bugt. Syd for dette er der en 1.100 meter lang bakke på Åsevangsvej mellem Asnæs og Høve i Odsherred Kommune.

## Cykling
Ved Post Danmark Rundt 2013 og PostNord Danmark Rundt 2019 havde 4. etape målstreg her. I 2013 vandt Magnus Cort, mens belgiske Jasper De Buyst vandt i 2019.
2. etape af Tour de France 2022 havde en bjergspurt på Asnæs Indelukke, hvor det første point til den prikkede bjergtrøje i Tour de France 2022 skulle uddeles. Fordi løbet havde fransk arrangør, var spurten og bakken døbt “Côte d’Asnæs Indelukke”. Spurten blev vundet af danske Magnus Cort fra EF Education-EasyPost.